# Macha Gharibian
Macha Gharibian est une pianiste, chanteuse et compositrice franco-arménienne connue pour son mélange unique de jazz, de musique du monde et de folk. Née dans une famille de musiciens à Paris, son père, Dan Gharibian, est un musicien renommé connu pour avoir fondé le groupe Bratsch. La musique de Macha est profondément influencée par son arrière-plan multiculturel et sa formation musicale extensive en piano classique et en jazz.

## Biographie
Macha Gharibian est née à Paris, France, dans une famille de musiciens. Son père, Dan Gharibian, est un musicien renommé connu pour avoir fondé le groupe Bratsch. Ayant grandi dans cet environnement, elle a été exposée à la musique dès son plus jeune âge. Elle a commencé sa formation en piano classique à Paris et, en 2005, elle a déménagé à New York pour s'immerger dans la scène du jazz et de la musique improvisée. À New York, elle a étudié auprès de musiciens notables tels que Ralph Alessi, Jason Moran, Ravi Coltrane, Craig Taborn et Uri Caine. Cette expérience lui a permis de combler le fossé entre la musique classique et le jazz, et elle a commencé à composer sa propre musique pendant cette période.

## Carrière
La carrière de Gharibian est un mélange de multiples influences musicales, reflétant son héritage arménien, son éducation parisienne et ses expériences à New York. Elle a fait ses débuts avec son album Mars en 2013, suivi de Trans Extended en 2016, et Joy Ascension en 2020. Sa musique est caractérisée par un mélange de jazz oriental, de néo-classique et de pop aventureuse, rendant son travail distinctif et inclassable,.

### Œuvres et collaborations
Son troisième album, Joy Ascension, comprend des contributions du batteur Dré Pallemaerts et du contrebassiste Chris Jennings, ainsi que des artistes invités Bert Joris et Artyom Minasyan. Elle a également composé de la musique pour le théâtre et le cinéma, travaillant avec des réalisateurs tels que Simon Abkarian, Stephen Faigenbaum et Delphine Morel.

## Récompenses et reconnaissance
Macha Gharibian a été acclamée par la presse pour ses compositions audacieuses et innovantes. Son premier album Mars a été salué pour son avenir prometteur par Libération, et ses albums suivants ont consolidé sa place dans l'industrie musicale en tant qu'artiste contemporaine importante. En 2023, elle a été honorée du titre de chevalier des Arts et des Lettres par le gouvernement français, reconnaissant ses contributions aux arts. Elle a également été mise en avant dans une interview approfondie sur FIP de Radio France, soulignant son style musical intense et profond.

## Vie personnelle
Macha Gharibian garde une grande partie de sa vie personnelle privée. Cependant, il est connu que son arrière-plan multiculturel et les influences de sa famille jouent un rôle significatif dans sa musique. Elle continue de se produire à l'international, apportant son son unique à des publics du monde entier.

## Discographie
- 2013: Mars
- 2016: Trans Extended
- 2020: Joy Ascension
- 2025: Phenomenal Women

## Distinctions
- Chevalier de l'ordre des Arts et des Lettres